# Leonid Savranski
Leonid Philippovitch Savranski (Леонид Филиппович Савранский), né le 16 (28) avril 1876 à Tagantcha, village de l'ouyezd de Kanev dans le gouvernement de Kiev (aujourd'hui en Ukraine) et mort le 11 septembre 1966 à Moscou (URSS), est un chanteur d'opéra et d'opérette (baryton dramatique) russe et soviétique. Il était le mari de la cantatrice Lioubov Stavrovskaïa.

## Biographie
Il naît dans un village de Petite Russie dans la famille d'un arpenteur. la famille déménage à Kiev lorsqu'il a huit ans. Il étudie à la faculté des sciences naturelles de l'université impériale Saint-Vladimir de Kiev et jusqu'en 1902 travaille comme comptable dans une banque.
C'est lorsqu'il est étudiant qu'il se passionne pour le chant, en faisant partie d'une chorale. Il prend des leçons de chant entre 1900 et 1903 à l'académie de musique de Kiev dans la classe de M. Zotova. Il fait ses débuts sur la scène à Kiev en 1902 dans Eugène Onéguine de Tchaïkovsky (où il interprète le rôle-titre) et dans Halka de Moniuszko (où il interprète Janusz).
Entre 1903 et 1910, il est en tournée dans divers théâtres de l'Empire: théâtre de Bielostok,opéra d'Irkoutsk, théâtre de Jitomir, de Kichinev, retour à Kiev, tournée à Odessa à l'opéra italien (1906), puis en 1907 à Saint-Pétersbourg avec Battistini, Ruffo et la soprano Lina Cavalieri. Ensuite il chante à Kharkov, à Kazan (1909), à Rostov-sur-le-Don, à Ekaterinoslav, à Riga et à Helsinki.
En 1907, il chante dans Le Démon de Rubinstein (où il interprète le rôle-titre), sur la scène du théâtre Mariinsky, mais il n'est qu'invité et ne fait pas partie de la troupe. Il demeure à Saint-Pétersbourg jusqu'en 1912 et joue sur la scène de la Maison du Peuple. En 1912, il est pris au théâtre Bolchoï de Moscou, en tant que soliste. Il y demeure jusqu'en 1946. Il débute à Moscou avec le rôle de Valentin dans le Faust de Gounod.
Il fait aussi des tournées à l'époque de la fin de l'Empire russe, puis dans toute l'URSS et ne dédaigne pas apparaître sur des scènes improvisées dans des usines.
À partir de 1946, il donne des cours de chant à l'académie militaire Frounzé de Moscou, et de 1948 à 1954 au conservatoire de Moscou. Il est élevé au rang de professeur en 1952. Ensuite il donne des cours particuliers. Il compte parmi ses élèves Irina Arkhipova.
Il est fait artiste du Peuple de RSFSR en 1934 et reçoit l'ordre du Drapeau rouge du Travail en 1937 et en 1951.